# Mary Ann Doane
Pour les articles homonymes, voir Doane.
Mary Ann Doane (née en 1952) est une théoricienne des médias américaine. Elle est professeure de cinéma et de médias à l'université de Californie à Berkeley et elle s'intéresse particulièrement aux études de genre dans le cinéma.

## Biographie
Mary Ann Doane fait ses études à l'université Cornell où elle obtient son diplôme en 1974, puis elle réalise un doctorat en discours et art dramatique à l'université de l'Iowa en 1979. Elle se spécialise en théorie du cinéma, études féministes et sémiotique. Elle est George Hazard Crooker Professor of Modern Culture and Media à l'université Brown, puis rejoint la faculté du cinéma et des médias de l'UC Berkeley, comme Class of 1937 Professor of Film and Media, en 2011

## Activités de recherche et éditoriales
Elle publie Femmes Fatales: Feminism, Film Theory, Psychoanalysis, dans lequel elle rassemble des articles consacrés à la représentation des femmes dans les films, et dans lesquels elle met en évidence les situations d'aliénation dont elles sont victimes. Les articles ont été préalablement publiés dans des revues académiques telles que Screen, Discourse, Camera Obscura et dans l'ouvrage Psychoanalysis and Cinema.
Doane soutient l'hypothèse que le cinéma hollywoodien classique est produit et contrôlé pour se conformer aux points de vue du spectateur masculin. Selon elle, la plupart des personnages féminins sont une représentation des désirs ou des peurs de ce spectateur. Elle prend notamment l'exemple de la femme fatale, un personnage féminin qui apparaît souvent dans le genre cinématographique du film noir. La femme fatale y apparaît souvent comme essayant de tromper son protagoniste masculin, et elle est généralement punie ou tuée à cause de cela. Cette perspective est débattue par les théoriciens du cinéma, mais Doane soutient que la femme fatale n'est pas un personnage féminin habilité, mais une projection de l'insécurité masculine et qu'elle ne doit pas être considérée comme un personnage avec de l'agentivité.
Dans Film and the Masquerade: Theorising the Female Spectator, s'intéresse également au regard masculin.
Doane a également publié The Desire to Desire: The Woman's Films of the 1940s et The Emergence of Cinematic Time: Modernity, Contingency, the Archive.

## Publications
- The Desire to Desire: The Woman’s Film of the 1940s, Bloomington, Indiana University Press, 1987
- Femmes Fatales: Feminism, Film Theory, Psychoanalysis, Routledge, 1991
- The Emergence of Cinematic Time : Modernity, Contigency, the Archive, Cambridge MA-Londres, Harvard University Press, 2002[9]
- « Masquerade Reconsidered: Further Thoughts on the Female Spectator », Discourse, vol. 11, no 1,‎ 1988-1989, p. 42-54 (lire en ligne, consulté le 14 janvier 2021).

## Prix et distinctions
En 1990, Doane obtient une bourse de la fondation Guggenheim pour son travail en cinéma, vidéo et radio En 2016, elle est membre de l'American Academy de Berlin. Son ouvrage, The Emergence of Cinematic Time: Modernity, Contingency, the Archive, est lauréat du prix Limina.